# Parafia św. Leonarda w Au
Parafia św. Leonarda w Au – parafia rzymskokatolicka, administracyjnie należąca do austriackiej diecezji Feldkirch. 